# Ptinus strangulatus
Ptinus strangulatus är en skalbaggsart som beskrevs av Henry Clinton Fall 1905. Ptinus strangulatus ingår i släktet Ptinus och familjen Ptinidae. Inga underarter finns listade i Catalogue of Life.